# Pachystroma longifolium
Pachystroma longifolium là một loài thực vật có hoa trong họ Đại kích. Loài này được (Nees) I.M.Johnst. mô tả khoa học đầu tiên năm 1923, bản địa Brasil, Bolivia và Peru.